# Columbus-æg
Columbusæg er et udtryk som anvendes om en simpel løsning på et indviklet problem. Udtrykket skulle efter sigende være opstået i et selskab, som Christoffer Columbus deltog i, hvor man ikke syntes, hans opdagelse af Amerika var noget særligt, og i øvrigt mente, at enhver kunne have gjort det samme. Han opfordrede de tilstedeværende til at forsøge at få et æg til at stå. Da dette ikke lykkedes for hans modstandere, bankede han det herefter en smule fladt i den ene ende og fik ægget til at stå.
Udtrykket bliver ofte brugt, når man diskuterer kreativitet.